# ZF Mgcawu
ZF Mgcawu (officieel ZF Mgcawu Distriksmunisipaliteit) is een district in Zuid-Afrika.
ZF Mgcawu ligt in de provincie Noord-Kaap en telt 236.783 inwoners. Het district heette voorheen Benede-Oranje Distriksmunisipaliteit en Siyanda, vanaf 1 juli 2013 dragen die de naam ZF Mgcawu District Municipality. De nieuwe naam verwijst naar Zwetlentlanga Fatman Mgcawu, de eerste zwarte burgemeester van de hoofdplaats van het district Upington.

## Gemeenten in het district[5]
- !Kai! Garib
- Kgatelopele
- Dawid Kruiper
- !Kheis
- Tsantsabane